# Walter Heike
Walter Heike (ur. 20 września 1934 w Taurogi; zm. 22 czerwca 1964 in Berlinie) – ofiara śmiertelna Muru Berlińskiego zastrzelona podczas próby ucieczki do Berlina Zachodniego. 

## Życiorys
Walter Heike przyszedł na świat w 1934 r. w leżącej dziś na terenie Litwy miejscowości Taurogi. Podczas ucieczki w wirach drugiej wojny światowej rodzina wielokrotnie zmieniała miejsce zamieszkania osiedlając się kolejno w Polsce, na Litwie, w Szczecinie oraz ostatecznie w 1945 r. we Wriezen. Nie ukończywszy szkoły Heike opuścił ją w wieku 16 lat, pracując jako niewykwalifikowany pomocnik w firmie, w której uczył się następnie zawodu malarza. W 1955 r. zgłosił się na okres pięciu lat do służby w szeregach tzw. skoszarowanej policji Kasernierte Volkspolizei, przekształconej w 1956 r. w NVA. Po zakończeniu tejże podjął zatrudnienie w zarządzie służb celnych, zostając przydzielonym do pracy przy przejściu granicznym na Friedrichstraße. Z powodu utrzymywania kontaktów z poznaną tam mieszkanką Berlina Zachodniego został zwolniony ze służby. 
W rozmowach z siostrą sugerował, jakoby znalazł się tym samym w kręgu podejrzeń. Przygotowując się do ucieczki sporządził listę przeznaczonych do pozostawienia przedmiotów. Poszukując dogodnego miejsca do dokonania ucieczki wybrał plac budowy przy ulicy Scharnhorststraße, gdzie udał się rankiem 22 czerwca 1964 r. Tam został nakryty przez pracownika Stasi, który wezwał go do zatrzymania się. Nie zważając na dwa strzały ostrzegawcze, Heike przeskoczył przez mur mieszczącego się w pobliżu Cmentarza Inwalidów i rzucił się do ucieczki w kierunku kanału Spandauer Schifffahrtskanal. Tam dostrzegło go czterech pełniących straż żołnierzy wojsk granicznych, spośród których jeden rozpoczął pościg za uciekinierem. W momencie gdy Heike wspinał się na ostatni mur przed korytem kanału, ścigający go żołnierz odbezpieczył karabinek AK-47 i oddał kilka strzałów. Trafiony w podbrzusze uciekinier upadł na ziemię i zmarł na miejscu. Pełniący służbę po zachodniej stronie miasta policjanci usłyszeli strzały i zaobserwowali moment, w którym ułożone na noszach ciało zabitego zabrane zostało ze strefy granicznej.